# Sediminibacter
Sediminibacter es un género de bacterias gramnegativas, quimioheterotróficas e inmóviles de la familia Flavobacteriaceae con una única especie conocida (Sediminibacter furfurosus).